# Solangella lachrymosa
Solangella lachrymosa là một loài bọ cánh cứng trong họ Cerambycidae.